# Pedra de cúrling

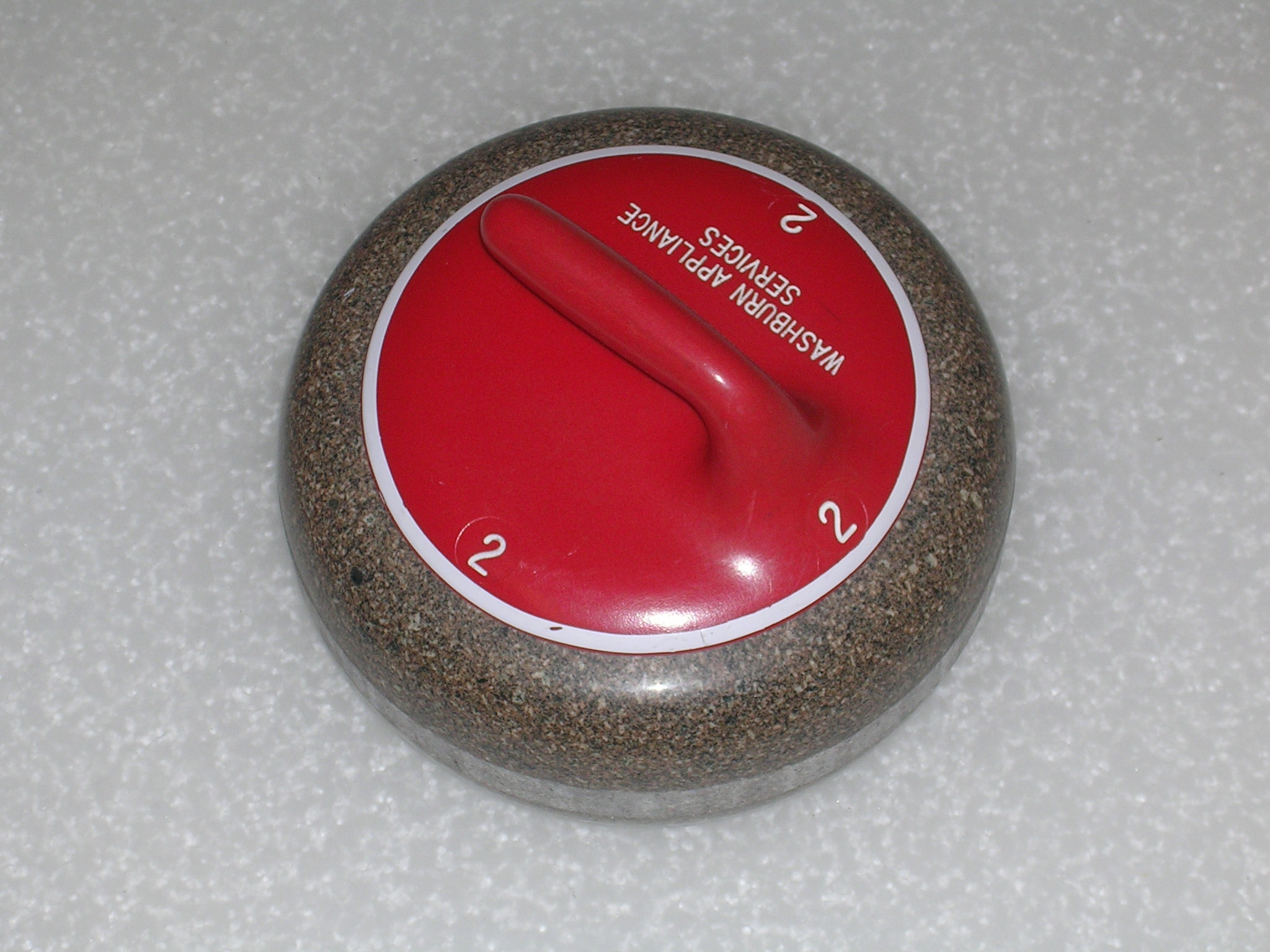
La pedra de cúrling està feta de granit.

La pedra de cúrling pesa un màxim de 19,96 kg (44 lbs.) i té un mànec al damunt per on es llança. A cada partida es necessiten dos jocs de vuit pedres de diferent color i són proporcionades per la pista en la qual es juga.
La pedra de cúrling té els seus orígens a Escòcia a partir dels grans blocs de pedra que es llançaven pel gel, sense cap grandària o forma especial. Actualment, les millors pedres provenen d'una pedrera de granit en l'illa de Ailsa Craig, enfront de la costa oest d'Escòcia.
La pedra és còncava en la seva part superior i inferior. En algunes pedres, el grau de concavitat és distint en ambdós costats per a poder donar-la tornada per a llançar-la més ràpid o més lent sobre el gel. Hi ha una banda de color més clar en una cinta al voltant de la pedra de cúrling. Aquesta és la "superfície de cop". Durant la fabricació, es poleix molt bé tota la pedra. Aquesta superfície s'opaca per a millorar els cops contra altres pedres, de manera que hagi una zona de major contacte en la col·lisió i que les pedres no s'estellin.